# Blame It on the Boogie
Blame It on the Boogie – wydany w 1978 roku utwór disco, który pierwotnie nagrany został przez amerykańską grupę muzyczną The Jackson 5, w której składzie był wówczas również Michael Jackson. Autorami piosenki są Mick Jackson, Dave Jackson oraz Elmar Krohn. Singiel promował album Destiny z tego samego roku.

## Lista utworów
1. „Blame It on the Boogie”
2. „Do What You Wanna”

## Listy przebojów
| Lista (1978)                      | Najwyższa pozycja |
| --------------------------------- | ----------------- |
| Billboard Hot 100                 | 54                |
| Billboard Hot R&B/Hip-Hop Singles | 3                 |
| UK Singles Chart                  | 8                 |